# Kaňovice (Zlín)
Kaňovice (in tedesco Kanowitz) è un comune della Repubblica Ceca facente parte del distretto di Zlín, nella regione di Zlín.